# N-acilmanozamin 1-dehidrogenaza
-acilmanozamin 1-dehidrogenaza (EC 1.1.1.233, -acilmanozaminska dehidrogenaza, N-acetil-D-manozaminska dehidrogenaza, N-acil-D-manozamin dehidrogenaza, N-acilmanozaminska dehidrogenaza) je enzim sa sistematskim imenom N-acil-D-manozamin:NAD+ 1-oksidoreduktaza. Ovaj enzim katalizuje sledeću hemijsku reakciju
-acil--manozamin + NAD+ {\displaystyle \rightleftharpoons } -acil--manozaminolakton + NADH + H+
-acilmanozaminska 1-dehidrogenaza deluje na acetil-D-manozamin i glikolil-D-manozamin. Ona je visoko specifična.

## Literatura
- Nicholas C. Price; Lewis Stevens (1999). Fundamentals of Enzymology: The Cell and Molecular Biology of Catalytic Proteins (Third изд.). USA: Oxford University Press. ISBN 019850229X.
- Eric J. Toone (2006). Advances in Enzymology and Related Areas of Molecular Biology, Protein Evolution (Volume 75 изд.). Wiley-Interscience. ISBN 0471205036.
- Branden C; Tooze J. Introduction to Protein Structure. New York, NY: Garland Publishing. ISBN 0-8153-2305-0.
- Irwin H. Segel. Enzyme Kinetics: Behavior and Analysis of Rapid Equilibrium and Steady-State Enzyme Systems (Book 44 изд.). Wiley Classics Library. ISBN 0471303097.

## Spoljašnje veze
- N-acylmannosamine+1-dehydrogenase на 